# Coupe du monde Unity
La Coupe du monde Unity, ou Coupe du monde de l'unité, est une compétition internationale de football
départageant des équipes nationales masculines chrétiennes.
Son nom, unity (unité en anglais), témoigne de la volonté de réunir
lors d'une compétition sportive les différentes facettes de la chrétienté.
Elle est organisée sous l'égide de la fondation Jean-Paul II pour le sport,,.
Sa première édition a eu lieu à Goa, Hyderabad et Bangalore (Inde) en décembre 2014
et a réuni huit équipes nationales.
L'édition 2016 a eu lieu à Bogota, en  Colombie. 10 sélections nationales y ont pris part.
La prochaine édition aura lieu en 2018 en Égypte.

## Éditions

### Goa 2014
Participants :
- Poule A
  -  Brésil
  -  Inde
  -  Ghana
  -  Portugal
- Poule B
  -  Égypte
  -  Nigeria
  -  Colombie
  -  Ouzbékistan

La Coupe a été remportée par la sélection nigériane.

### Bogota 2016
- Poule A
  -  Égypte
  -  Brésil
  -  Ouzbékistan
  -  Équateur
  -  Argentine
- Poule B
  -  Bolivie
  -  Colombie
  -  Corée du Sud
  -  Allemagne
  -  Chili

La Coupe a été remportée par la sélection brésilienne.